# Jokke & Valentinerne
Jokke & Valentinerne var ett norskt pop/rockband som bildades 1982 i Oslo. De benämns, tillsammans med DumDum Boys, Raga Rockers och deLillos, som "De fyra stora" på 1980-talet i Norge.

## Historia
Från 1984 bestod gruppen av Håkon Torgersen, Joachim Nielsen och May-Irene Aasen. Jokke & Valentinerne blev kallade østkantens svar på deLillos, och jämfördes med Raga Rockers och Kjøtt. Musiken var ofta punkmusik, i högt tempo, blandad med allsångsvänliga refränger. Gruppen var också känd för "Jokkes" texter, "Jokkes historier". Historier om tomma kylskåp, om hur det är att vara pank, kvinnohistorier, vänskap, med mera i Oslo. 
Bandet gav ut en flera album, och för Frelst (1991), fick Jokke & Valentinerne Spellemannprisen. År 2011 blev Jokke & Valentinerne en av de förste grupperna, i den genren, som blev invalda i "Rockheim Hall of Fame".

## Medlemmar
Senaste medlemmar
- Joachim Nielsen – sång, gitarr (1982–1994; död 2000)
- May-Irene Aasen – trummor (1982–1994)
- Petter Pogo (eg. Petter Taranger) – basgitarr (1990–1994)

Tidigare medlemmar
- Christian Ellingsgaard – basgitarr (1982–1983)
- Trygve Johansen – piano (1982–1983)
- Lars Lothe – sång (1982–1983)
- Josef Lanti – basgitarr (1983–1984)
- Håkon Torgersen – basgitarr (1984–1990)
- Waldemar Hepstein (eg. Tor Lier) – keyboard (1985)

## Diskografi
Studioalbum
- Alt kan repareres  (1986)
- Et hundeliv  (1987)
- III  (1990)
- Frelst!  (1991)
- Alt kan repeteres  (1994)

EP
- 2 fulle menn (1987)

Livealbum
- Levende (så lenge det varer)...  (2009)

Samlingsalbum
- Spenn!  (1995)
- Prisen for popen (2002)